# Camp Claude
Camp Claude ist eine französische Musikgruppe aus dem Bereich Elektro-Pop. Die Formation besteht aus der amerikanisch-französischen Fotografin und Videokünstlerin Diane Sagnier, dem Schweden Leo Hellden und dem Engländer Michael Giffts.

## Geschichte
Die beiden Mitglieder Giffts und Hellden waren vor ihrem Eintritt in die Formation Camp Claude in der Band Tristesse Contemporaine. Kennengelernt haben sie sich 2013 bei der Arbeit an einem Videoclip. Die Leadsängerin Diane Sagnier ist zudem Fotografin und Videokünstlerin. Während Sagnier singt, arbeiten Hellden und Giffts an der Musik und den Sounds.

## Rezeption
Karoline Knappe meint im Deutschlandfunk Kultur, dass der Musikstil „auf spielerischen Sounds aus den 80er- und 90er-Jahren – irgendwo zwischen Rock, Pop, Cold Wave und Elektro“ angesiedelt sei.

## Diskografie (Auswahl)
Studioalben
- 2016: Swimming Lessons (Believe Recordings)
- 2019: Double Dreaming (All Points by Believe Recordings)
- 2023: Moody Moon (Diggers Factory)